# Múrids
Els múrids (Muridae) són una família de mamífers de l'ordre dels rosegadors.
Tenen llur origen, probablement, a l'est d'Àsia i s'han estès arreu de la Terra, bé que a Amèrica i a Madagascar hi han estat introduïts fa relativament poc per l'ésser humà.

## Distribució i hàbitat
Els múrids es troben gairebé a tot el món, tot i que moltes subfamílies tenen abast més estret. Els múrids no es troben a l'Antàrtida ni a moltes illes oceàniques. Tot i que cap d'ells és originari d'Amèrica, algunes espècies, sobretot el ratolí domèstic i la rata negra, s'han introduït a tot el món. Els múrids ocupen una àmplia gamma d'ecosistemes, des de boscos tropicals fins a tundres. Hi ha espècies fossorals, arbòricoles i semiaquàtiques, encara que la majoria són animals terrestres. L'extensa llista de nínxols que omplen els múrids ajuda a explicar la seva abundància relativa.

## Dieta i dentadura
En els múrids es troba una àmplia gamma d'hàbits d'alimentació, que van des d'espècies herbívores i omnívores fins a especialistes que consumeixen estrictament cucs de terra, determinades espècies de fongs o insectes aquàtics. La majoria dels gèneres consumeixen matèria de plantes i petits invertebrats, sovint emmagatzemant llavors i altres matèries vegetals per al consum hivernal. Els múrids no tenen canins i premolars. En general, es troben tres molars (encara que de vegades només un o dos) i la naturalesa dels molars varia segons el gènere i l'hàbit d'alimentació.

## Reproducció
Alguns múrids són altament socials, mentre que altres són solitaris. Les femelles solen produir diverses ventrades anuals. A les regions càlides, la reproducció es pot produir durant tot l'any. Tot i que la vida útil de la majoria dels gèneres és generalment inferior als dos anys, els múrids tenen un alt potencial reproductiu i les seves poblacions tendeixen a augmentar ràpidament i després a disminuir dràsticament quan s'han esgotat els recursos alimentaris. Això es veu sovint en un cicle de tres a quatre anys.

## Descripció

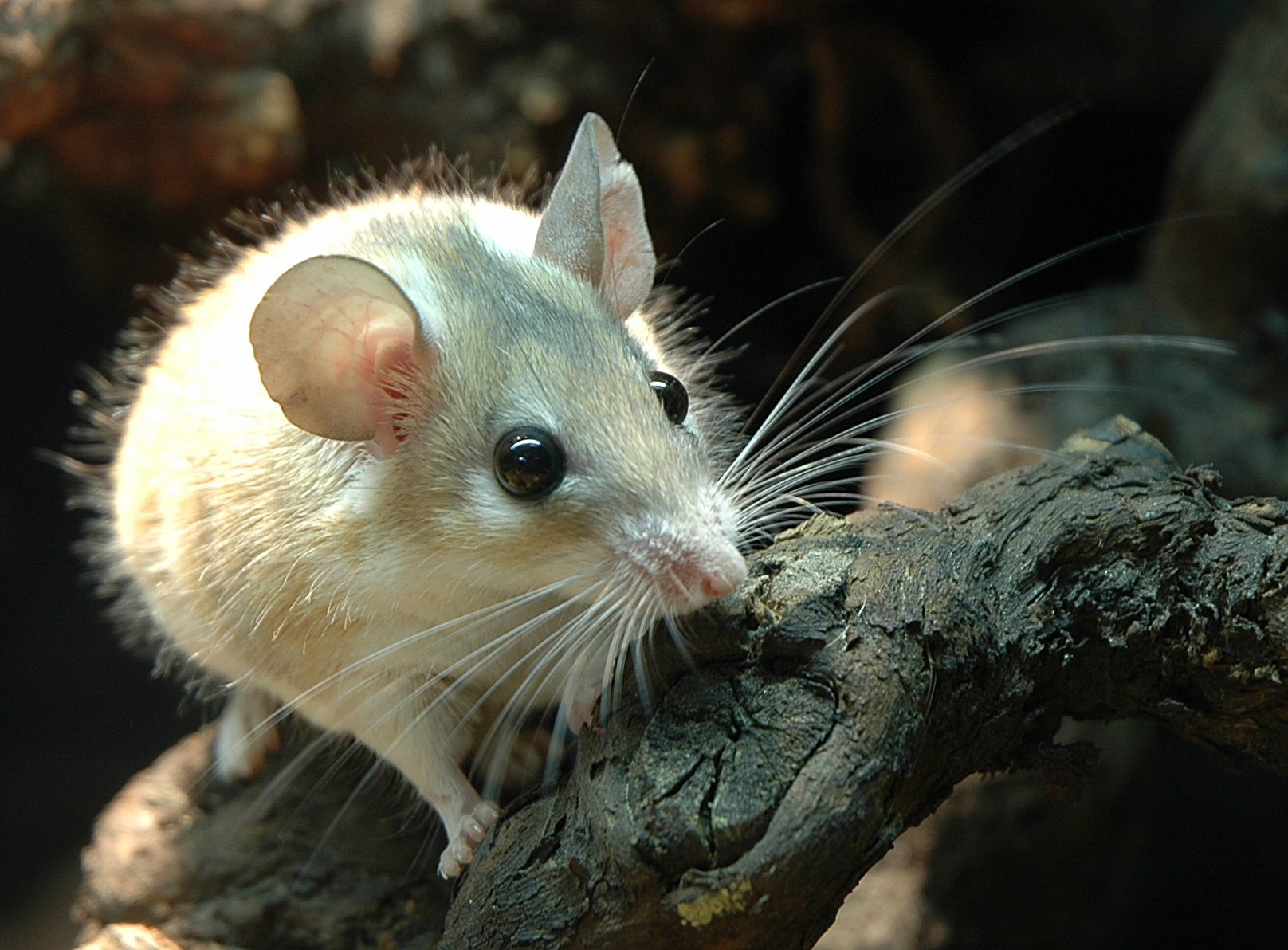
Ratolí espinós (Acomys cahirinus dimidiatus)

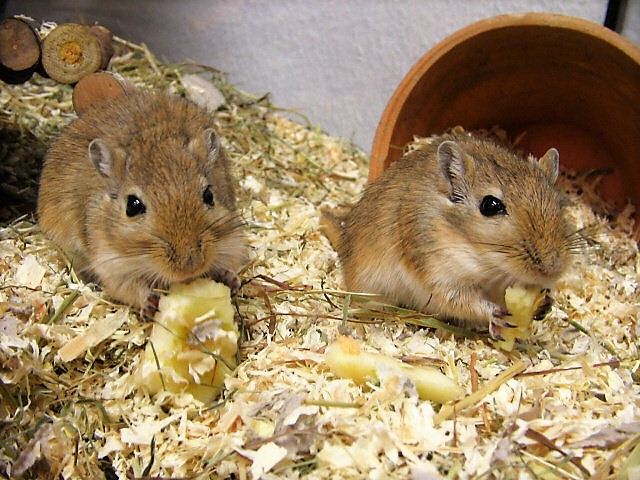
Jerbu petit de Mongòlia (Meriones unguiculatus)

Són de dimensions mitjanes o petites. Tenen el musell puntegut, els arcs zigomàtics petits, el llavi superior enfonsat, les ampolles timpàniques poc desenvolupades (llevat dels gerbil·lins) i la cua poc pilosa i, generalment, llarga i escatosa. Tenen tres parells de dents molariformes en el crani i tres a la mandíbula i presenten uns tubercles més o menys arrodonits que donen a la dent un aspecte de móra, cosa que queda reflectida pel nom llatí de la família.

## Ecologia
Segons l'espècie poden ésser herbívors o omnívors.
Viuen en una àmplia varietat d'hàbitats: boscos, herbassars, deserts àrids(en el cas dels gerbil·lins), etc. Les rates són els múrids de més ampla distribució car ocupen una gran varietat d'hàbitats, sobretot els creats o modificats pels humans.
Després dels cricètids, és la família de mamífers en plena expansió evolutiva amb més representants, i inclou gairebé 650 espècies amb 140 gèneres que es distribueixen en sis famílies.

## Evolució
Com amb molts altres petits mamífers, l'evolució dels murids no és ben coneguda, ja que pocs fòssils sobreviuen. Probablement van evolucionar a partir d'animals semblants als hàmsters a l'Àsia tropical en algun temps a principis del Miocè, i només posteriorment han produït espècies capaces de sobreviure en climes més freds. S'han tornat especialment comuns a tot el món durant l'època geològica actual, com a resultat d'un viatge comensalista amb les migracions humanes.

## Taxonomia
Els múrids es classifiquen en cinc subfamílies, al voltant de 150 gèneres i unes 834 espècies.
Subfamílies
- Deomins
- Jerbus petits
- Leimacomys buettneri
- Rata crestada
- Murins

## En la literatura

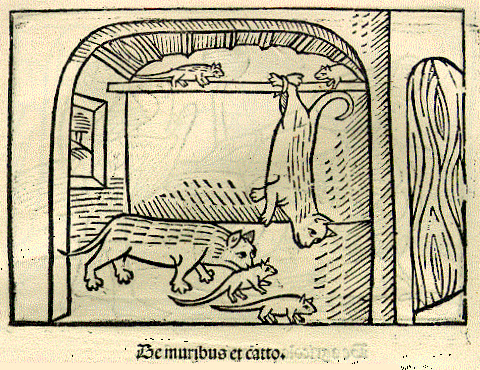
Una impressió que mostra gats i ratolins d'una edició alemanya de 1501 de les faules d'Isop

Entre les faules d'Isop es troben El gat i els ratolins i La granota i el ratolí.
Els múrids apareixen a la literatura, inclosos els contes populars i les històries de fades. A El flautista d'Hamelín, tornat a explicar en moltes versions des del segle xiv, inclosa una dels Germans Grimm, un atrapa rates atrau les rates de la ciutat d'Hamelín al riu, però l'alcalde es nega a pagar-li. Per venjar-se, l'atrapa rates allunya tots els nens del poble, per no tornar-hi mai més. Els ratolins apareixen ens alguns petits llibres de Beatrix Potter, incluent The Tale of Two Bad Mice (1904), The Tale of Mrs Tittlemouse (1910), The Tale of Johnny Town-Mouse (1918) i The Tailor of Gloucester (1903). L'últim va ser descrita per J. R. R. Tolkien com potser el més proper a la seva idea d'una història de fades, la resta «faules de bèsties». A la primera novel·la de James Herbert, The Rats, (1974), un vagabund és atacat i menjat viu per una manada de rates gegants; se segueixen més atacs.